# Johnnier Montaño
Johnnier Esteiner Montaño Caicedo (* 14. Januar 1983 in Cali) ist ein ehemaliger kolumbianischer Fußballspieler. Der offensive Mittelfeldspieler spielte sechs Mal in der kolumbianischen Nationalmannschaft und gewann auf Vereinsebene eine nationale Meisterschaft.

## Karriere

### Verein
Bereits in jungen Jahren erregte Johnnier Montaño internationale Aufmerksamkeit und galt als großes Talent. 1999 unterschrieb er gemeinsam mit seinem Teamkollegen Jorge Bolaño beim italienischen Klub AC Parma. In den folgenden Jahren hatte Montaño mit persönlichen Problemen zu kämpfen und konnte sich in der ersten Mannschaft Parmas nicht durchsetzen. Stattdessen wurde er mehrfach verliehen: Zunächst für die Saison 2001/02 an Hellas Verona, danach von 2002 bis 2003 an Piacenza. Für beide Vereine kam er nur sporadisch zum Einsatz und beide stiegen aus der Serie A ab, während Montaño im Kader stand.
Angesichts fehlender Perspektiven in Italien begann Montaño eine fußballerische Odyssee: Er kehrte zunächst in seine Heimat Kolumbien zurück und spielte für América de Cali sowie anschließend für Santa Fe. Nach weiteren Stationen bei al-Wakrah SC in Katar und Cortuluá in seiner Heimat dachte er zeitweise über ein Karriereende nach, bevor er in Peru bei den Sport Boys eine erfolgreiche Phase erlebte. Nach neun Toren für die Sport Boys weckten seine Leistungen das Interesse der großen peruanischen Vereine. Sowohl Universitario als auch Alianza Lima meldeten, Montaño verpflichtet zu haben. Letztlich unterschrieb er trotz eines Vorvertrags mit Universitario bei Alianza Lima.
Nach zwei Spielzeiten ohne nennenswerte Erfolge in der peruanischen Liga wurde Montaño vom türkischen Erstligisten Konyaspor ausgeliehen. Im Juni 2010 unterzeichnete er dort einen Einjahresvertrag, kehrte allerdings 2012 nach Peru zurück. Dort spielte er drei Jahre für Universidad San Martín und wechselte über den FBC Melgar zu seinen früheren Klubs Alianza Lima bzw. anschließend zu den Sport Boys. Nach dem Wechsel zu Cantolao unterschrieb er bei den Chavelines Juniors, bei denen er 2020 seine Karriere beendete.

### Nationalmannschaft
Montaño debütierte im März 1999 in der Nationalmannschaft beim Freundschaftsspiel gegen Bolivien. Er wurde im Alter von 16 Jahren als jüngster Spieler für die Copa América 1999 nominiert, das sein einziges Turnier im Nationaltrikot blieb. Montaño spielte alle drei Gruppenspiele, die die Cafeteros allesamt gewannen. Beim 3:0-Erfolg über Argentinien erzielte er den 3:0-Treffer. Im Viertelfinale, in dem Kolumbien ausschied, wurde er nicht eingesetzt. Im April 2003 bestritt Montaño nach über drei Jahren ohne Einsatz beim Freundschaftsspiel gegen Honduras sein letztes Länderspiel.

## Erfolge
AC Parma
- Supercoppa Italiana: 1999

FBC Melgar
- Peruanische Primera División: 2015

Sport Boys
- Peruanische Segunda División: 2017

## Sonstiges
Sein jüngerer Bruder Víctor Hugo ist ebenfalls ehemaliger Profifußballspieler. Sein namensgleicher Sohn spielt ebenfalls professionell Fußball.